# كلايد غيتي
كلايد غيتي (بالإسبانية: Clyde Getty)‏ هو متزحلق حر أرجنتيني، ولد في 22 سبتمبر 1961 في رالي في الولايات المتحدة.

## وصلات خارجية
- كلايد غيتي على موقع الاتحاد الدولي للتزلج (التزلج الحر) (الإنجليزية)
- كلايد غيتي على موقع أوليمبيديا (الإنجليزية)